# Peacock Alley (1922)
Peacock Alley is een Amerikaanse dramafilm uit 1922 onder regie van Robert Z. Leonard. Destijds werd de film in Nederland uitgebracht onder de titel Haar pauwendans.

## Verhaal
De Amerikaan Elmer Harmon gaat op zakenreis naar Parijs. Hij leert er de danseres Cleo kennen en trouwt met haar. In zijn geboortedorp keurt men het huwelijk af. 

## Rolverdeling
| Acteur              | Personage                   |
| ------------------- | --------------------------- |
| Mae Murray          | Cleo                        |
| Monte Blue          | Elmer Harmon                |
| Edmund Lowe         | Phil Garrison               |
| William J. Ferguson | Alex Smith                  |
| Anders Randolf      | Hugo Fenton                 |
| William H. Tooker   | Joseph Carleton             |
| Howard Lang         | Abner Harmon                |
| William Frederic    | Burgemeester van Harmontown |